# Castel Katzenzungen
Castel Katzenzungen o Castel del Gatto (ted.: Schloss Katzenzungen, letteralmente "lingue di gatto") è un castello che si trova a Prissiano, nel comune di Tesimo in provincia di Bolzano.

## Storia

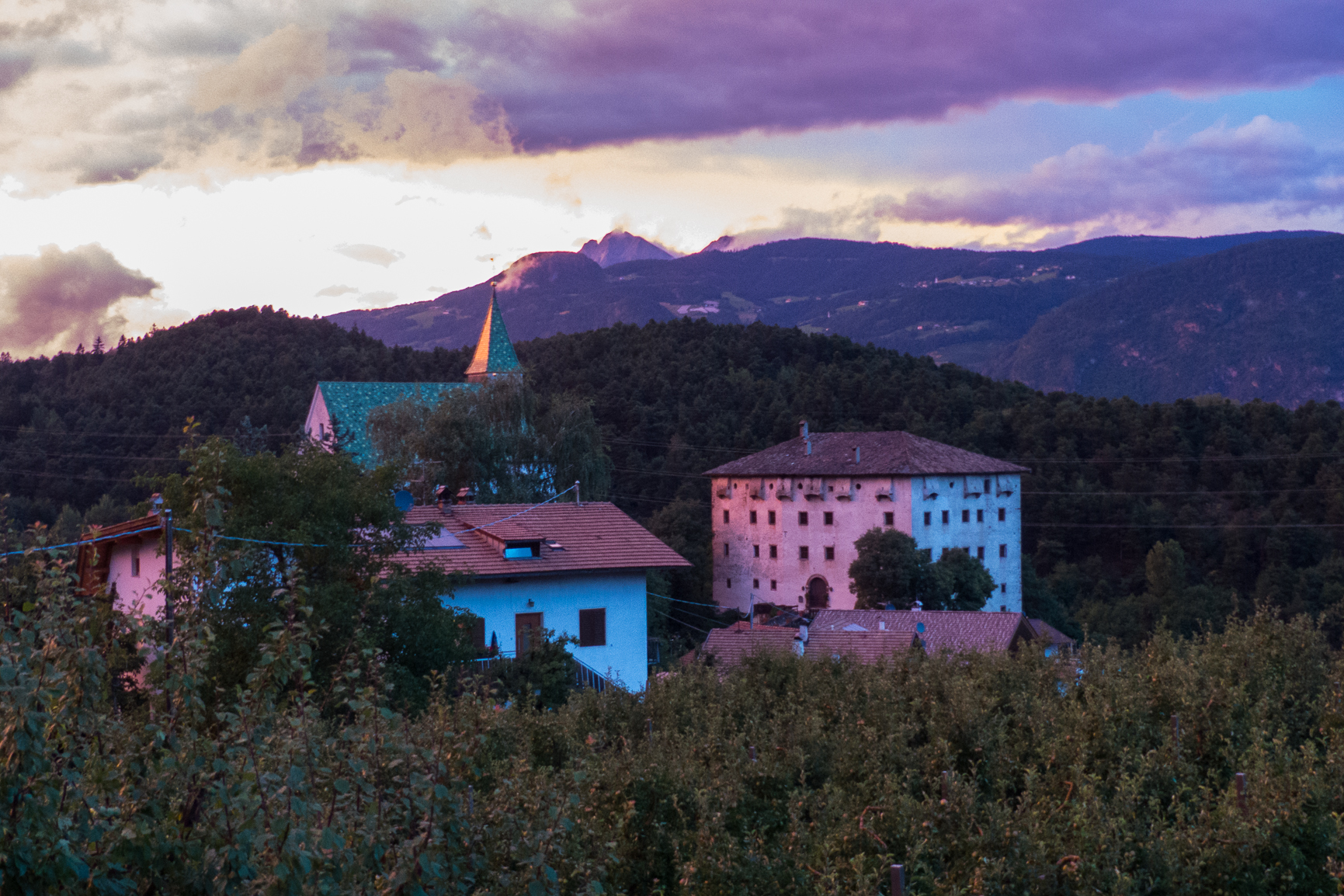
Tramonto sulla zona del castello

Fu costruito dalla famiglia Katzenzungen (in latino, de Cazenzunge), i ministeriali che lo fecero presumibilmente costruire prima del 1200, in un luogo dove già sorgeva una torre recintata. Secondo gli esperti (Tabarelli, Caminiti), poco probabile appare che sia stata la famiglia a prendere il nome dal castello, che a sua volta avrebbe preso il nome dalle caratteristiche caditoie a "lingua di gatto".
Nel 1244 passò - ed è la prima testimonianza scritta - ai signori di Schlandersberg, e per la leggenda furono gli ultimi esponenti di quella famiglia a piantare Versoaln, la vite più grande e vecchia d'Europa, che si trova nei pressi del ponte di pietra.
Passò poi ai Thun e ai Fuchs, finché nel 1535 passò ai Breisach, che gli diedero ancora nel corso del XVI secolo la forma attuale, tipicamente rinascimentale.
Con la fine della famiglia, il castello perse importanza e cominciò a declinare. Nel corso del tempo fu abitato da famiglie contadine, finché nel 1978 fu acquistato dai Pobitzer, che lo restaurarono completamente. Oggi è uno spazio utilizzato per congressi, convegni e banchetti.